# U.S. Bancorp
US Bancorp (estilizado como us bancorp) es un holding bancario estadounidense con sede en Minneapolis, Minnesota, e incorporado en Delaware. Es la empresa matriz de US Bank National Association y es la quinta institución bancaria más grande de los Estados Unidos. La empresa ofrece productos de servicios bancarios, de inversión, hipotecarios, fiduciarios y de pago a particulares, empresas, entidades gubernamentales y otras instituciones financieras. Cuenta con 3106 sucursales y 4842 cajeros automáticos, principalmente en el oeste y medio oeste de Estados Unidos. Ocupa el puesto 117 en la lista Fortune 500, y es considerado un banco de importancia sistémica por el Consejo de Estabilidad Financiera. La empresa también es propietaria de Elavon, un procesador de transacciones de tarjetas de crédito para comerciantes, y Elan Financial Services, un emisor de tarjetas de crédito que emite productos de tarjetas de crédito en nombre de pequeñas cooperativas de crédito y bancos en los EE. UU.
US Bancorp opera bajo el segundo estatuto nacional continuo más antiguo, originalmente el Estatuto n.º 24, otorgado en 1863 luego de la aprobación de la Ley del Banco Nacional. Los estatutos anteriores expiraron cuando se cerraron o adquirieron bancos, elevando el número de estatutos de US Bank del n.º 24 al n.º 2. La carta nacional más antigua, otorgada originalmente al First National Bank of Philadelphia, está en manos de Wells Fargo, que se obtuvo tras su fusión con Wachovia.